# David Corner (Fußballspieler)
David Edward Corner (* 15. Mai 1966 in Sunderland) ist ein ehemaliger englischer Fußballspieler.

## Karriere
Corner erhielt als Nachwuchsspieler des AFC Sunderland im April 1984 seinen ersten Profivertrag. Seine ersten Schritte im Profibereich verliefen wenig erfolgversprechend. Bei seinem Debüt in der Verteidigung der Black Cats gegen Nottingham Forest am 1. September 1984 erzielte Forest-Stürmer Peter Davenport einen Hattrick und Corner wurde vorzeitig vom Feld genommen. Bei seinem vierten Pflichtspiel, dem Ligapokalfinale 1985 gegen Norwich City vor 100.000 Zuschauern im Londoner Wembley-Stadion, fiel nach seinem Ballverlust an der Eckfahne der 1:0-Siegtreffer für Norwich. Dieser Fehler wurde ihm von den Fans nie verziehen, das FourFourTwo-Magazin führte ihn nicht zuletzt wegen dieses Patzers 2005 als schlechtesten Sunderland-Spieler aller Zeiten. Im August 1985 nahm er mit dem englischen Jugendnationalteam an der Junioren-Weltmeisterschaft in der Sowjetunion teil. Der Manndecker stand dabei in allen drei Vorrundenpartien in der Startelf, als das schlecht vorbereitete englische Team gegen Paraguay, China und Mexiko den Einzug in die K.-o.-Runde verpasste.
Nach seiner Rückkehr von der WM wurde er für einen Monat an Cardiff City verliehen und kehrte nach sechs wenig eindrucksvollen Ligaeinsätzen zu Sunderland zurück. Nachdem Sunderland bereits 1985 in die Second Division abgestiegen war, kam Corner 1986/87, als der Klub gar in die Third Division absteigen musste noch zu 17 Einsätzen, bevor er unter dem neuen Trainer Denis Smith in der Aufstiegssaison 1987/88 keine Rolle mehr spielte und im März 1988 an den Viertligisten Peterborough United verliehen wurde. Im Sommer 1988 wechselte er schließlich zu Leyton Orient, wusste aber auch dort nicht zu überzeugen und schloss sich bereits ein Jahr später dem in die Conference National abgestiegenen FC Darlington an. Die Saison 1989/90 beendete er mit Darlington auf dem ersten Tabellenplatz, wodurch der direkte Wiederaufstieg in die Football League gelang, ein Erfolg, zu dem er mit neun Toren in 41 Einsätzen beigetragen hatte. Als Darlington ein Jahr später gar der Durchmarsch in die Third Division glückte, gehörte Corner mit 15 Einsätzen nur noch zum erweiterten Kader und wechselte 1991 zurück in den Non-League Football. Er spielte in der Folgezeit vier Jahre beim FC Gateshead in der Conference National (99 Ligaeinsätze, 8 Tore) und den FC Whitley Bay in der Northern Premier League. Seinen Lebensunterhalt verdiente Corner nach dem Ende seiner Profikarriere zunächst als Versicherungsvertreter, bevor er um 1997 in den Polizeidienst eintrat.